# Moulin Basile de Flixecourt
Le moulin Basile est un moulin à vent, située sur le territoire de la commune de Flixecourt, dans le département de la Somme.

## Historique
A la fin du XVIIIe siècle, sous l'Ancien Régime, il existait trois moulins dont deux à vent : le moulin Beaussart, construit en 1727 pour la fabrication d'huile et le moulin Basile, construit en 1776.
En 2016, la commune de Flixecourt décide la restauration du moulin. Les travaux entrepris en 2017 étaient terminés à la fin de l'été 2018.

## Caractéristiques
Le moulin Basile du nom de son dernier propriétaire est situé à l'entrée de l'agglomération en venant d'Amiens, en bordure de la route départementale 1001.
Il a été construit en pierre blanche avec un soubassement en grès. La maçonnerie a été reprise, la charpente et la toiture conique couverte d'ardoise ont été posées, des ailes devraient compléter le dispositif. Le moulin ne disposera pas de système de meunerie, il devrait être affecté à l'accueil des touristes.

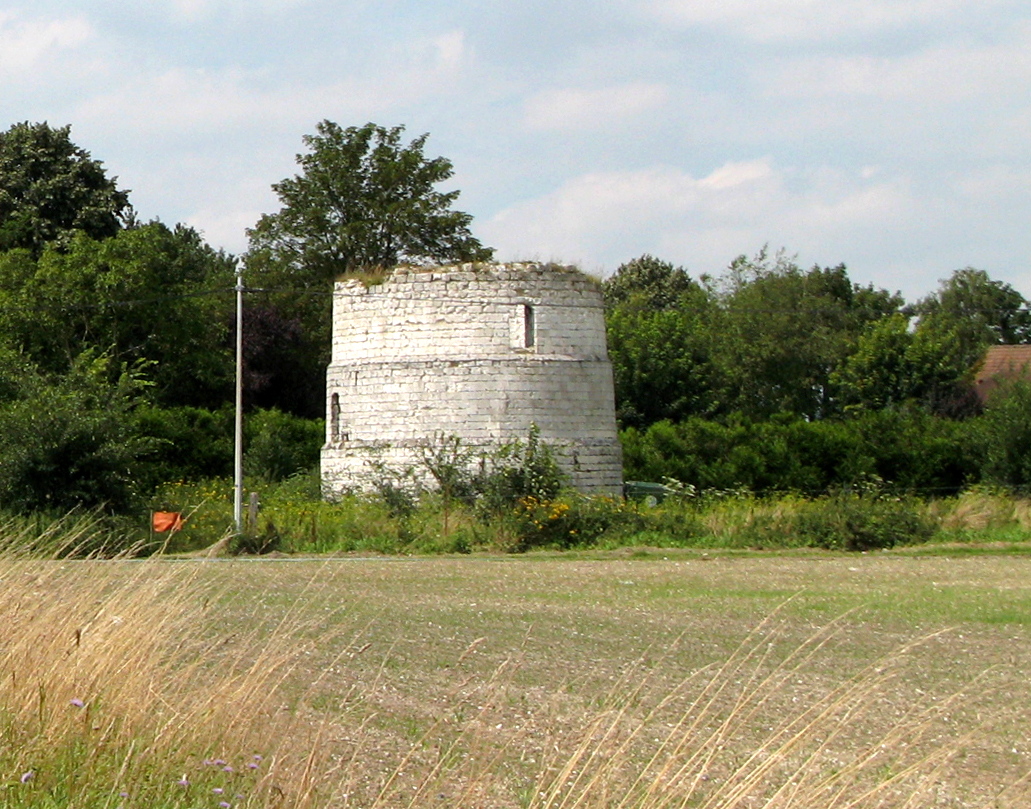
Le moulin Basile avant sa restauration.
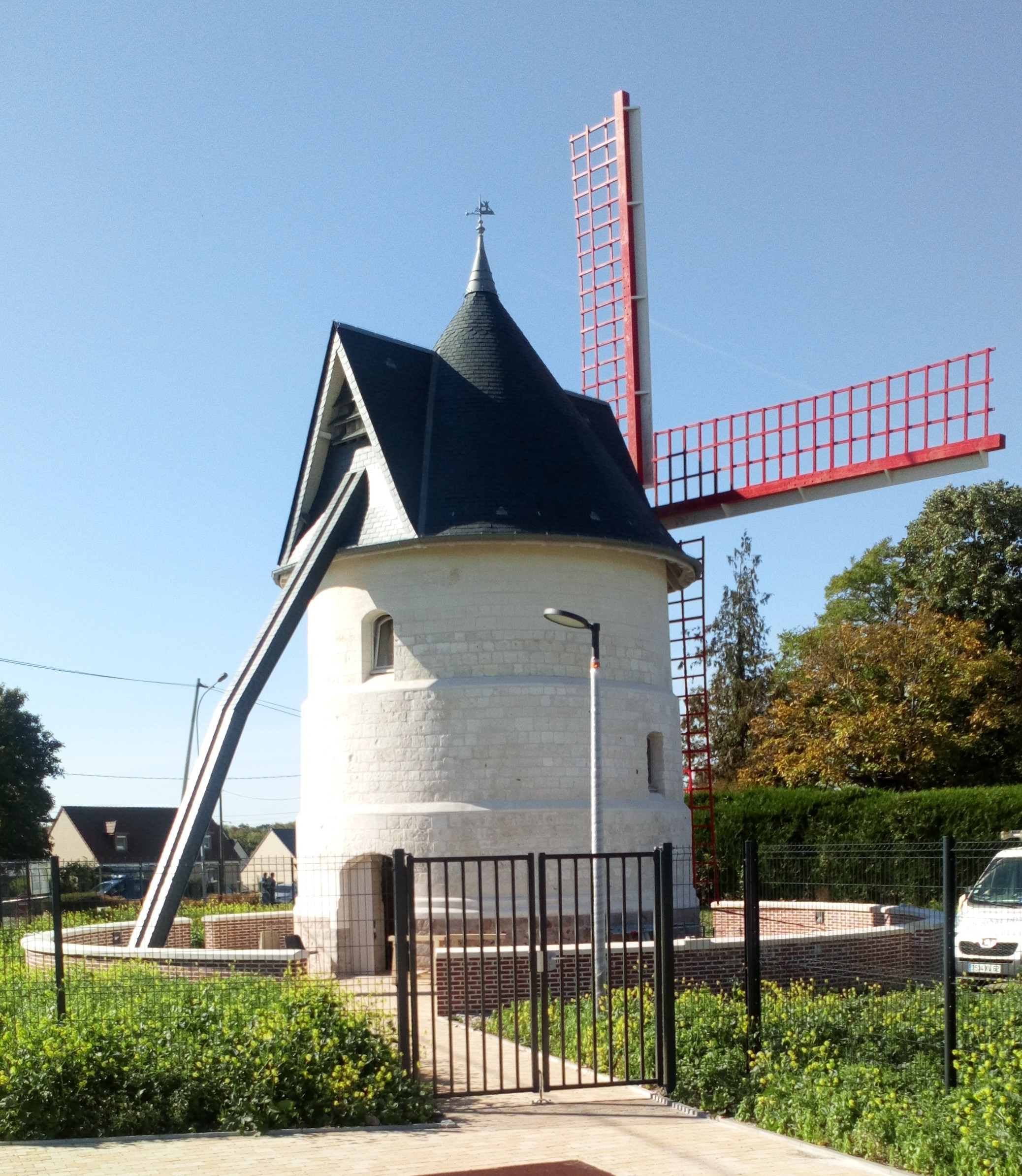